# Andreas Wenzel
Andreas Wenzel (ur. 18 marca 1958 w Planken) – narciarz alpejski z Liechtensteinu, dwukrotny medalista olimpijski, czterokrotny medalista mistrzostw świata oraz zdobywca Pucharu Świata.

## Kariera
Pierwsze sukcesy w karierze Andreas Wenzel osiągał w latach 1970–1972, kiedy zwyciężał w zawodach Trofeo Topolino, w których startują dzieci poniżej 16 roku życia. Kolejny sukces osiągnął w 1975 roku, kiedy podczas mistrzostw Europy juniorów w Mayrhofen wywalczył złoty medal w slalomie gigancie. W 1976 roku, w wieku 17 lat, wystąpił na igrzyskach olimpijskich w Innsbrucku, gdzie jego najlepszym wynikiem było dziesiąte miejsce w slalomie. Igrzyska w Innsbrucku były także mistrzostwami świata, jednak kombinację rozegrano tylko w ramach drugiej z tych imprez. W konkurencji tej Wenzel zajął piątą pozycję, tracąc do podium 10,01 punktu.
W zawodach Pucharu Świata zadebiutował w grudniu 1976 roku. Pierwsze pucharowe punkty wywalczył 12 grudnia 1976 roku w Val d’Isère, zajmując siódme miejsce w gigancie. Na podium pierwszy raz stanął nieco ponad rok później, 14 grudnia 1977 roku w Madonna di Campiglio, gdzie był trzeci w gigancie. W zawodach tych wyprzedzili go jedynie Szwed Ingemar Stenmark oraz Heini Hemmi ze Szwajcarii. Wkrótce odniósł pierwsze zwycięstwo w zawodach tego cyklu, 17 stycznia 1978 roku w Adelboden wygrywając giganta. W sezonie 1977/1978 w sumie sześć razy stawał na podium, odnosząc jeszcze jedno zwycięstwo: 5 marca 1978 roku w Waterville Valley ponownie był najlepszy w gigancie. Wyniki te dały mu trzecie miejsce w klasyfikacji generalnej, za Stenmarkiem i Philem Mahre z USA. W tym samym sezonie był też drugi za Szwedem w klasyfikacji giganta. W lutym 1978 roku wystąpił na mistrzostwach świata w Garmisch-Partenkirchen, zdobywając dwa medale. Najpierw zajął drugie miejsce w gigancie, rozdzielając na podium Stenmarka i swego rodaka, Williego Frommelta. Trzy dni później osiągnął kolejny sukces, zwyciężając w kombinacji. Był to pierwszy w historii złoty medal mistrzostw świata w rywalizacji mężczyzn wywalczony przez reprezentanta Liechtensteinu.
Sezon 1978/1979 zaczął od zajęcia trzeciego miejsca w kombinacji 10 grudnia 1978 roku w Schladming. Następnie sześciokrotnie stawał na podium, jednak ani razu nie wygrał. Tym razem w klasyfikacji generalnej był szósty, a w klasyfikacji giganta zajął siódme miejsce. Najlepsze wyniki w rywalizacji pucharowej osiągnął w sezonie 1979/1980, kiedy wywalczył Kryształową Kulę za zwycięstwo w klasyfikacji generalnej. W najlepszej trójce plasował się sześć razy, przy czym trzykrotnie zwyciężał: 12 stycznia 1980 roku w Lenggries wygrał kombinację, dzień później w Kitzbühel był najlepszy w slalomie, a 8 marca 1980 roku w Oberstaufen zwyciężył w gigancie. W klasyfikacji kombinacji był drugi, wśród slalomistów był czwarty, a w klasyfikacji giganta był ósmy. Wystartował wtedy również na igrzyskach olimpijskich w Lake Placid, zdobywając srebrny medal w gigancie. Po pierwszym przejeździe Wenzel znajdował się na prowadzeniu, z przewagą 0,14 sekundy nad Austriakiem Hansem Ennem. W drugim przejeździe uzyskał czwarty wynik, co dało mu drugi łączny czas. Ostatecznie stracił 0,75 sekundy do zwycięzcy, Ingemara Stenmarka, a brązowego medalistę, Hansa Enna wyprzedził o 1,02 sekundy. W rozgrywanej w ramach mistrzostw świata kombinacji wywalczył kolejny srebrny medal, plasując się za Philem Mahre, a przed Leonhardem Stockiem z Austrii.
Przez dwa kolejne lata plasował się poza podium klasyfikacji generalnej PŚ. W tym czasie łącznie sześć razy stanął na podium, odnosząc zaledwie jedno zwycięstwo: 4 stycznia 1981 roku w Ebnat-Kappel był najlepszy w kombinacji. Zarówno w sezonie 1980/1981, jak i w sezonie 1981/1982 zajmował drugie miejsce w klasyfikacji kombinacji, w obu przypadkach przegrywając tylko z Philem Mahre. Z rozgrywanych na przełomie stycznia i lutego mistrzostw świata w Schladming wrócił bez medalu. Wystąpił tam w slalomie, gigancie i kombinacji, jednak nie ukończył rywalizacji w żadnej z tych konkurencji.
Kolejne pucharowe zwycięstwo odniósł 28 lutego 1983 roku w Tärnaby, gdzie był najlepszy w slalomie. Ponadto jeszcze pięć razy stawał na podium, trzykrotnie w slalomie i dwukrotnie w kombinacji. W klasyfikacji generalnej sezonu 1982/1983 był trzeci za Phielm Mahre i Stenmarkiem, a w klasyfikacji slalomu wyprzedzili go Stenmatk oraz jego rodak, Stig Strand. Rok później Wenzel zgromadził większą liczbę punktów i częściej zwyciężał: 2 grudnia 1983 roku w Kranjskiej Gorze wygrał slalom, 20 grudnia w Madonna di Campiglio i 17 stycznia 1984 roku w Parpan był najlepszy w kombinacji, a 29 stycznia 1984 roku w Garmisch-Partenkirchen zwyciężył w supergigancie. W klasyfikacji generalnej uplasował się jednak jedno miejsce niżej niż w poprzednim sezonie, zdobywając jednocześnie Małą Kryształową Kulę w klasyfikacji kombinacji. Ostatni medal w karierze wywalczył podczas igrzysk olimpijskich w Sarajewie w lutym 1984 roku. Po pierwszym przejeździe giganta plasował się na drugim miejscu, tracąc 0,10 sekundy do prowadzącego Maxa Julena ze Szwajcarii. W drugim przejeździe uzyskał piąty wynik, w efekcie wyprzedził go jeszcze Jure Franko z Jugosławii. Ostatecznie zajął trzecie miejsce, tracąc 0,67 s do Julena i 0,34 s do Franko. Na tych samych igrzyskach wystartował także w slalomie, jednak nie ukończył już pierwszego przejazdu.
Ostatni raz na podium klasyfikacji generalnej stanął w sezonie 1984/1985, który ukończył na trzeciej pozycji. Tym razem lepsi okazali się reprezentujący Luksemburg Marc Girardelli oraz Szwajcar Pirmin Zurbriggen. Sześć razy plasował się w najlepszej trójce, w tym 17 grudnia 1984 roku w Madonna di Campiglio, 6 stycznia 1985 roku w La Mongie i 13 stycznia 1985 roku w Kitzbühel był najlepszy w kombinacji. Dało mu to drugie z rzędu zwycięstwo w klasyfikacji tej konkurencji, zajął także czwarte miejsce wśród slalomistów. Triumf w Kitzbühel był jego ostatnim pucharowym zwycięstwem. W tym samym roku wystąpił na mistrzostwach świata w Bormio, gdzie jego najlepszym wynikiem było czwarte miejsce w kombinacji. Walkę o podium przegrał tam z Thomasem Bürglerem ze Szwajcarii. Startował tam również w gigancie i slalomie, jednak obu zawodów nie ukończył.
Startował jeszcze przez kolejne trzy lata, uzyskując jednak coraz słabsze wyniki. Jeszcze cztery razy stawał na podium, po raz ostatni w karierze dokonał tego 25 stycznia 1987 roku w Kitzbühel, gdzie był drugi w kombinacji. W klasyfikacji generalnej plasował się poza najlepszą dziesiątką, jednak w sezonie 1986/1987 zajął drugie miejsce za Zurbriggenem w klasyfikacji kombinacji. W 1987 roku startował na mistrzostwach świata w Crans-Montana, jednak nie ukończył żadnych zawodów. Brał także udział w igrzyskach olimpijskich w Calgary, zajmując szóste miejsce w gigancie oraz dwunaste w supergigancie. W marcu 1988 roku zakończył karierę.
W latach 1978, 1980, 1983, 1984 i 1985 był wybierany sportowcem roku w Liechtensteinie. W 1977 roku został mistrzem Szwajcarii w kombinacji, a rok później zwyciężył w slalomie. Od 2007 roku jest prezydentem Związku Narciarskiego Liechtensteinu.
Jego siostry: Hanni i Petra, szwagier Harti Weirather oraz siostrzenice: Tina Weirather i Jessica Walter również uprawiali narciarstwo alpejskie.

## Osiągnięcia

### Igrzyska olimpijskie
| Miejsce | Dzień     | Rok  | Miejscowość | Konkurencja | Czas biegu | Strata | Zwycięzca        |
| ------- | --------- | ---- | ----------- | ----------- | ---------- | ------ | ---------------- |
| 28.     | 5 lutego  | 1976 | Innsbruck   | Zjazd       | 1:45,73    | +4,35  | Franz Klammer    |
| 20.     | 10 lutego | 1976 | Innsbruck   | Gigant      | 3:26,97    | +9,28  | Heini Hemmi      |
| 10.     | 14 lutego | 1976 | Innsbruck   | Slalom      | 2:03,29    | +5,44  | Piero Gros       |
| 20.     | 14 lutego | 1980 | Lake Placid | Zjazd       | 1:45,50    | +4,21  | Leonhard Stock   |
| 2.      | 20 lutego | 1980 | Lake Placid | Gigant      | 2:40,74    | +0,75  | Ingemar Stenmark |
| 12.     | 22 lutego | 1980 | Lake Placid | Slalom      | 1:44,26    | +3,54  | Ingemar Stenmark |
| 3.      | 14 lutego | 1984 | Sarajewo    | Gigant      | 2:41,18    | +0,57  | Max Julen        |
| DNF     | 19 lutego | 1984 | Sarajewo    | Slalom      | 1:39,41    | -      | Phil Mahre       |
| 12.     | 21 lutego | 1988 | Calgary     | Supergigant | 1:39,66    | +3,34  | Franck Piccard   |
| 6.      | 25 lutego | 1988 | Calgary     | Gigant      | 2:06,37    | +2,66  | Alberto Tomba    |

### Mistrzostwa świata
| Miejsce | Dzień       | Rok  | Miejscowość            | Konkurencja | Czas biegu  | Strata     | Zwycięzca         |
| ------- | ----------- | ---- | ---------------------- | ----------- | ----------- | ---------- | ----------------- |
| 28.     | 5 lutego    | 1976 | Innsbruck              | Zjazd       | 1:45,73     | +4,35      | Franz Klammer     |
| 20.     | 10 lutego   | 1976 | Innsbruck              | Gigant      | 3:26,97     | +9,28      | Heini Hemmi       |
| 10.     | 14 lutego   | 1976 | Innsbruck              | Slalom      | 2:03,29     | +5,44      | Piero Gros        |
| 5.      | 14 lutego   | 1976 | Innsbruck              | Kombinacja  | 24,62 pkt   | +51,23 pkt | Gustav Thöni      |
| 13.     | 29 stycznia | 1978 | Garmisch-Partenkirchen | Zjazd       | 2:04,12     | +2,55      | Josef Walcher     |
| 2.      | 2 lutego    | 1978 | Garmisch-Partenkirchen | Gigant      | 3:02,52     | +2,04      | Ingemar Stenmark  |
| 18.     | 5 lutego    | 1978 | Garmisch-Partenkirchen | Slalom      | 1:39,54     | +7,89      | Ingemar Stenmark  |
| 1.      | 5 lutego    | 1978 | Garmisch-Partenkirchen | Kombinacja  | 2732,34 pkt | -          | -                 |
| 20.     | 14 lutego   | 1980 | Lake Placid            | Zjazd       | 1:45,50     | +4,21      | Leonhard Stock    |
| 2.      | 19 lutego   | 1980 | Lake Placid            | Gigant      | 2:40,74     | +0,75      | Ingemar Stenmark  |
| 2.      | 22 lutego   | 1980 | Lake Placid            | Kombinacja  | 45,53 pkt   | +14,62 pkt | Phil Mahre        |
| DNF     | 3 lutego    | 1982 | Schladming             | Gigant      | 2:38,80     | -          | Steve Mahre       |
| DNF     | 5 lutego    | 1982 | Schladming             | Kombinacja  | 12,64 pkt   | -          | Michel Vion       |
| DNF2    | 7 lutego    | 1982 | Schladming             | Slalom      | 1:48,48     | -          | Ingemar Stenmark  |
| 4.      | 5 lutego    | 1985 | Bormio                 | Kombinacja  | 7,67 pkt    | +40,74 pkt | Pirmin Zurbriggen |
| DNF1    | 7 lutego    | 1985 | Bormio                 | Gigant      | 2:28,90     | -          | Markus Wasmeier   |
| DNF1    | 10 lutego   | 1985 | Bormio                 | Slalom      | 1:38,82     | -          | Jonas Nilsson     |
| DNF     | 1 lutego    | 1987 | Crans-Montana          | Kombinacja  | 28,27 pkt   | -          | Marc Girardelli   |
| DNF     | 2 lutego    | 1987 | Crans-Montana          | Supergigant | 1:19,93     | -          | Pirmin Zurbriggen |
| DNF     | 8 lutego    | 1987 | Crans-Montana          | Slalom      | 1:54,63     | -          | Frank Wörndl      |

### Puchar Świata

#### Miejsca w klasyfikacji generalnej
- sezon 1976/1977: 21.
- sezon 1977/1978: 3.
- sezon 1978/1979: 6.
- sezon 1979/1980: 1.
- sezon 1980/1981: 7.
- sezon 1981/1982: 5.
- sezon 1982/1983: 3.
- sezon 1983/1984: 4.
- sezon 1984/1985: 3.
- sezon 1985/1986: 14.
- sezon 1986/1987: 19.
- sezon 1987/1988: 55.

#### Zwycięstwa w zawodach
1. Adelboden – 17 stycznia 1978 (gigant)
2. Waterville Valley – 6 marca 1978 (gigant)
3. Lenggries – 12 stycznia 1980 (kombinacja)
4. Kitzbühel – 13 stycznia 1980 (slalom)
5. Oberstaufen – 8 marca 1980 (gigant)
6. Ebnat-Kappel – 4 stycznia 1981 (kombinacja)
7. Tärnaby – 23 lutego 1983 (slalom)
8. Kranjska Gora – 2 grudnia 1983 (slalom)
9. Madonna di Campiglio – 20 grudnia 1983 (kombinacja)
10. Parpan – 17 stycznia 1984 (kombinacja)
11. Garmisch-Partenkirchen – 29 stycznia 1984 (supergigant)
12. Madonna di Campiglio – 17 grudnia 1984 (kombinacja)
13. Le Mongie – 6 stycznia 1985 (slalom)
14. Kitzbühel – 13 stycznia 1985 (kombinacja)

- 14 zwycięstw (6 w kombinacji, 4 w slalomie, 3 w gigancie i 1 w supergigancie)

#### Pozostałe miejsca na podium
1. Madonna di Campiglio – 14 grudnia 1977 (gigant) – 3. miejsce
2. Zwiesel – 8 stycznia 1978 (gigant) – 3. miejsce
3. Kitzbühel – 22 stycznia 1978 (slalom) – 3. miejsce
4. Arosa – 18 marca 1978 (gigant) – 2. miejsce
5. Schladming – 10 grudnia 1978 (kombinacja) – 3. miejsce
6. Crans-Montana – 15 stycznia 1979 (slalom) – 2. miejsce
7. Crans-Montana – 15 stycznia 1979 (kombinacja) – 2. miejsce
8. Adelboden – 16 stycznia 1979 (gigant) – 2. miejsce
9. Kitzbühel – 21 stycznia 1979 (kombinacja) – 2. miejsce
10. Steinach – 23 stycznia 1979 (gigant) – 3. miejsce
11. Garmisch-Partenkirchen – 28 stycznia 1979 (gigant) – 3. miejsce
12. Madonna di Campiglio – 16 grudnia 1979 (kombinacja) – 2. miejsce
13. Waterville Valley – 26 lutego 1980 (gigant) – 2. miejsce
14. Chamonix – 4 marca 1980 (kombinacja) – 2. miejsce
15. Madonna di Campiglio – 14 grudnia 1980 (kombinacja) – 3. miejsce
16. Morzine – 10 stycznia 1981 (kombinacja) – 3. miejsce
17. Aprica – 8 grudnia 1981 (kombinacja) – 2. miejsce
18. Madonna di Campiglio – 12 grudnia 1981 (kombinacja) – 2. miejsce
19. Bad Wiessee – 15 stycznia 1982 (kombinacja) – 2. miejsce
20. Parpan – 4 stycznia 1983 (slalom) – 3. miejsce
21. Sankt Anton – 6 lutego 1983 (slalom) – 2. miejsce
22. Sankt Anton – 6 lutego 1983 (kombinacja) – 2. miejsce
23. Morzine – 11 lutego 1983 (kombinacja) – 2. miejsce
24. Furano – 20 marca 1983 (slalom) – 2. miejsce
25. Parpan – 16 stycznia 1984 (slalom) – 3. miejsce
26. Garmisch-Partenkirchen – 29 stycznia 1984 (kombinacja) – 2. miejsce
27. Madonna di Campiglio – 16 grudnia 1984 (slalom) – 2. miejsce
28. Puy-Saint-Vincent – 11 stycznia 1985 (kombinacja) – 3. miejsce
29. Garmisch-Partenkirchen – 27 stycznia 1985 (supergigant) – 2. miejsce
30. Kitzbühel – 19 stycznia 1986 (kombinacja) – 2. miejsce
31. Kitzbühel – 19 stycznia 1986 (slalom) – 3. miejsce
32. Wengen – 21 lutego 1986 (kombinacja) – 2. miejsce
33. Kitzbühel – 25 stycznia 1987 (kombinacja) – 2. miejsce